# 케이트 매고원
케이트 매고원(Kate Magowan, 1975년 6월 1일 ~ )은 잉글랜드의 배우이다.

## 출연 작품
- 윈터 (2015)
- 스팟리스 시즌1 (2015)
- 플라스틱 (2014)
- 더 폴 오브 더 에식스 보이즈 (2013)
- 아웃사이드 베트 (2012)
- 론리 플레이스 투 다이 (2011)
- 스토어웨이 (2009)
- 스타더스트 (2007)
- 데벌우드 (2006)
- 키덜트후드 (2006)
- 이츠 올 곤 피트 통 (2004)
- 네일링 비엔나 (2002)
- 24시간 파티하는 사람들 (2002)
- 포플레이 (2001)
- 더 빌 (1984)